# Haloptilus plumosus
Haloptilus plumosus är en kräftdjursart som först beskrevs av Claus 1863.  Haloptilus plumosus ingår i släktet Haloptilus och familjen Augaptilidae. Inga underarter finns listade i Catalogue of Life.